# Префектура Нигата
Нигата (Јапански:新潟県; Niigata-ken) је префектура у Јапану која се налази на острву Хоншу. Главни град је Нигата. У преводу име значи „Нова лагуна“.

## Туризам
Жичара Хакаисан је јапанска жичара у Минамиуонуми, Ниигата, којом управља Принце Хотелс.